# Bernard Délicieux
Bernard Délicieux (Montpellier, 1265 circa – Carcassonne, marzo 1320) è stato un francescano francese.
Nemico dichiarato dell'Inquisizione, fu condannato al carcere a vita.

## Biografia

### Contro l'Inquisizione

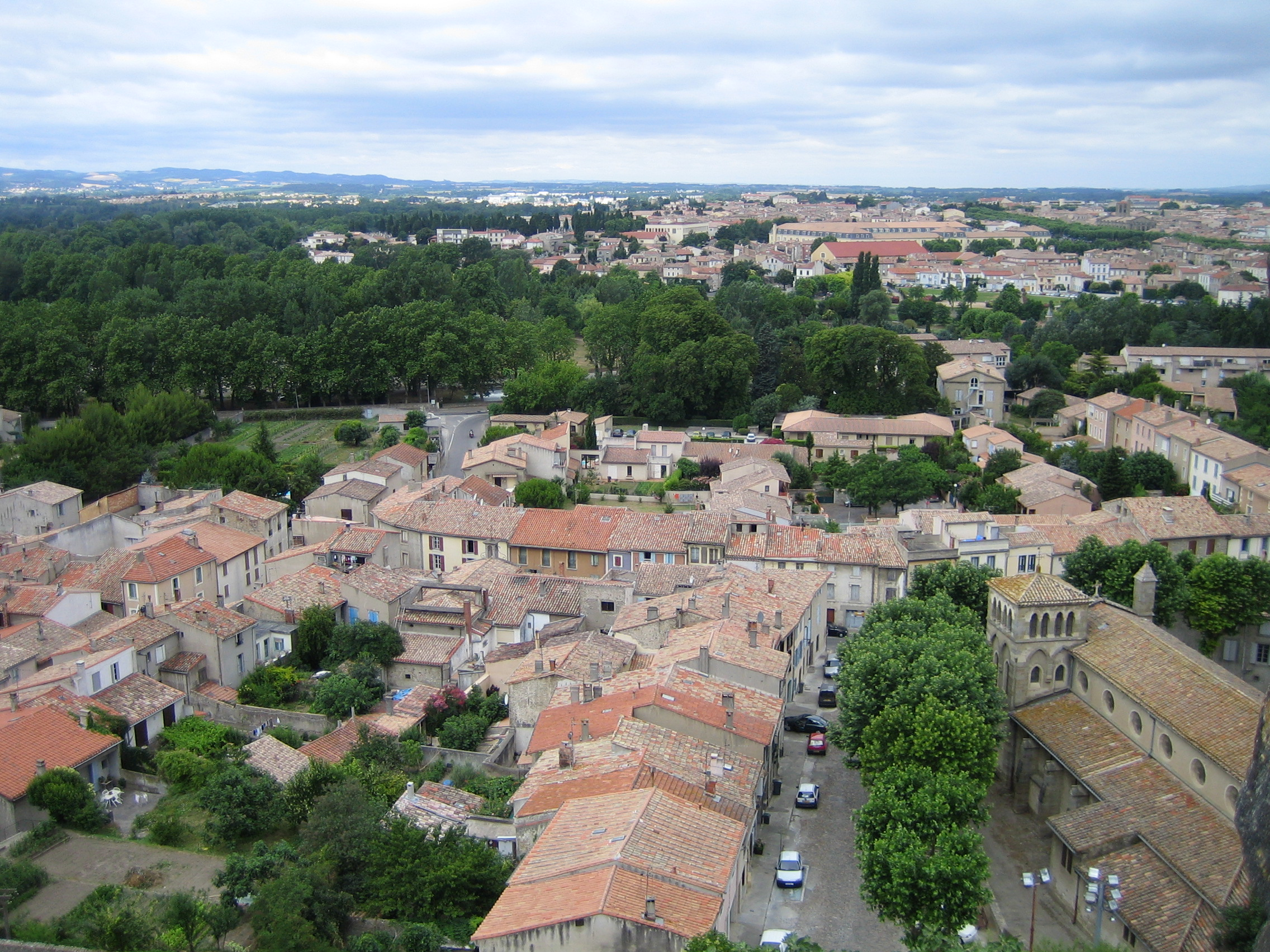
Panorama di Carcassonne

Bernard Délicieux nacque a Montpellier da una famiglia non modesta, a giudicare dalla protezione che l'importante famiglia dei Frédol gli accordò a lungo. Entrato nell'ordine francescano verso il 1284, divenne lettore nel convento di Carcassonne. Viaggiò in Francia, e conobbe Arnauld de Villeneuve, celebre medico e alchimista, rimanendo in corrispondenza con lui, e in Italia incontrò e restò amico di Raimondo Lullo.
Le città albigesi, fin dal 1229, e cioè dalla fine delle crociate che le avevano ridotte all'ortodossia romana, erano state costantemente oppresse dall'Inquisizione. Venne il tempo in cui la città di Carcassonne, insieme con Albi, Castres, Cordes e Limoux, si sollevò contro le perduranti inchieste su presunti eretici. Si cercò di distruggere i registri dell'Inquisizione e il vescovo di Albi, Bernard de Castanet, coadiuvato dall'inquisitore Jean Galand, dal 1286 al 1287 istruì processi nei quali condannò una decina di abitanti della zona, sequestrandone i beni, mentre dieci anni dopo un altro inquisitore, Nicolas d'Abbeville, mise sotto inchiesta e condannò i giuristi di Carcassonne Guillaume Garric et Guillaume Brunet.
Nel 1296 furono gli stessi frati minori del convento di Carcassonne a incitare gli abitanti a opporsi agli inquisitori che volevano prelevare dal convento alcuni concittadini lì rifugiati. Mentre nel 1300 avvenivano disordini ad Albi, dove il vescovo Bernard de Castanet aveva emesso venticinque condanne per eresia, i francescani di Carcassonne rifiutarono, in giugno, di esumare le spoglie di Castel Fabre, un ricco borghese sepolto nel loro chiostro, che l'inquisitore Nicolas d'Abbeville voleva bruciare perché convinto che fosse stato un cataro. Bernard Délicieux aveva conosciuto bene Castel Fabre e all'inquisitore garantì la perfetta ortodossia dell'amico defunto, un'ortodossia che Bernard aveva già testimoniato il mese prima al capitolo domenicano di Marsiglia, ma Nicolas d'Abbeville rifiutò la sua testimonianza. Bernard presentò personalmente un appello, redatto dal canonista Jean de Pena, contro la decisione dell'inquisitore, ma questi rifiutò di riceverlo e allora il francescano lo lesse pubblicamente e poi l'affisse sulla porta dell'abitazione di Nicolas d'Abbeville.
Colto, abile dialettico, oratore efficace, Bernard era un trascinatore di uomini. I suoi sermoni, brevi e semplici, con accenni profetici e gestualità teatrale, suscitavano l'entusiasmo e la commozione dell'uditorio. Disceso dal pulpito, gli si baciavano le mani e si sentiva esclamare: «costui è l'angelo che Dio ci ha mandato». Quando, nell'agosto del 1301, giunsero a Tolosa Jean de Picquigny, visdomino di Amiens, e Richard Leneveu, arcidiacono di Auge, i «riformatori» inviati dal re Filippo il Bello per dirimere le varie contese presenti nella Linguadoca, essi dovettero ascoltare le lamentele di una folla arrivata da Albi, da Carcassonne, da Cordes, da Castres e da Limoux, che denunciava le violenze perpetrate da anni dagli inquisitori e l'avidità del vescovo di Albi.
Anche Bernard Délicieux, giunto appositamente da Narbonne, dove esercitava provvisoriamente la funzione di lettore nel convento francescano, era presente in quell'assemblea. Egli sostenne gli accusatori e divenne l'anima della campagna contro l'Inquisizione. Secondo lui, le vittime degli inquisitori erano innocenti, le eventuali confessioni erano state estorte sotto tortura e solo la brama di ricchezze del vescovo Castanet, desideroso di impossessarsi dei beni dei condannati, era stata la causa determinante dei processi e delle condanne.
In ottobre, fra Bernard fece parte di una delegazione delle suddette città inviata a presentare al re le proprie ragioni. Tra loro era anche una donna di Albi, che l'assistente di Nicolas d'Abbeville e neo-inquisitore di Tolosa, Foulques de Saint-George, avrebbe messo incinta. Ricevuti dal re nel castello di Senlis, gli albigesi ottennero una parziale soddisfazione. Filippo respinse la richiesta di liberare i condannati, ma pose alcuni limiti all'esercizio dei poteri inquisitoriali. Gli inquisitori non potevano arrestare nessuno senza l'assenso del vescovo della diocesi e in caso di contrasto fra i due, avrebbe deciso una commissione formata da quattro persone, i priori e i lettori dei conventi domenicani e francescani. Il vescovo Castanet venne condannato a 2 000 lire d'ammenda e di Foulques de Saint-George fu chiesta la destituzione al capitolo domenicano.
L'8 dicembre 1301 Filippo il Bello scrisse di Foulques al vescovo di Tolosa, motivando la richiesta: «Quando il suo dovere era di estirpare gli errori e i vizi, egli si è preoccupato solo di mantenerli; sotto il manto di una lecita repressione, egli ha osato cose completamente illecite, sotto l'apparenza della pietà, cose empie e del tutto inumane; infine, sotto il pretesto di difendere la fede cattolica, ha commesso misfatti orribili ed esecrabili». Il 29 giugno 1302 il capitolo generale dei domenicani sostituì Foulques de Saint-George con il priore del convento di Albi, Guillaume de Monères.

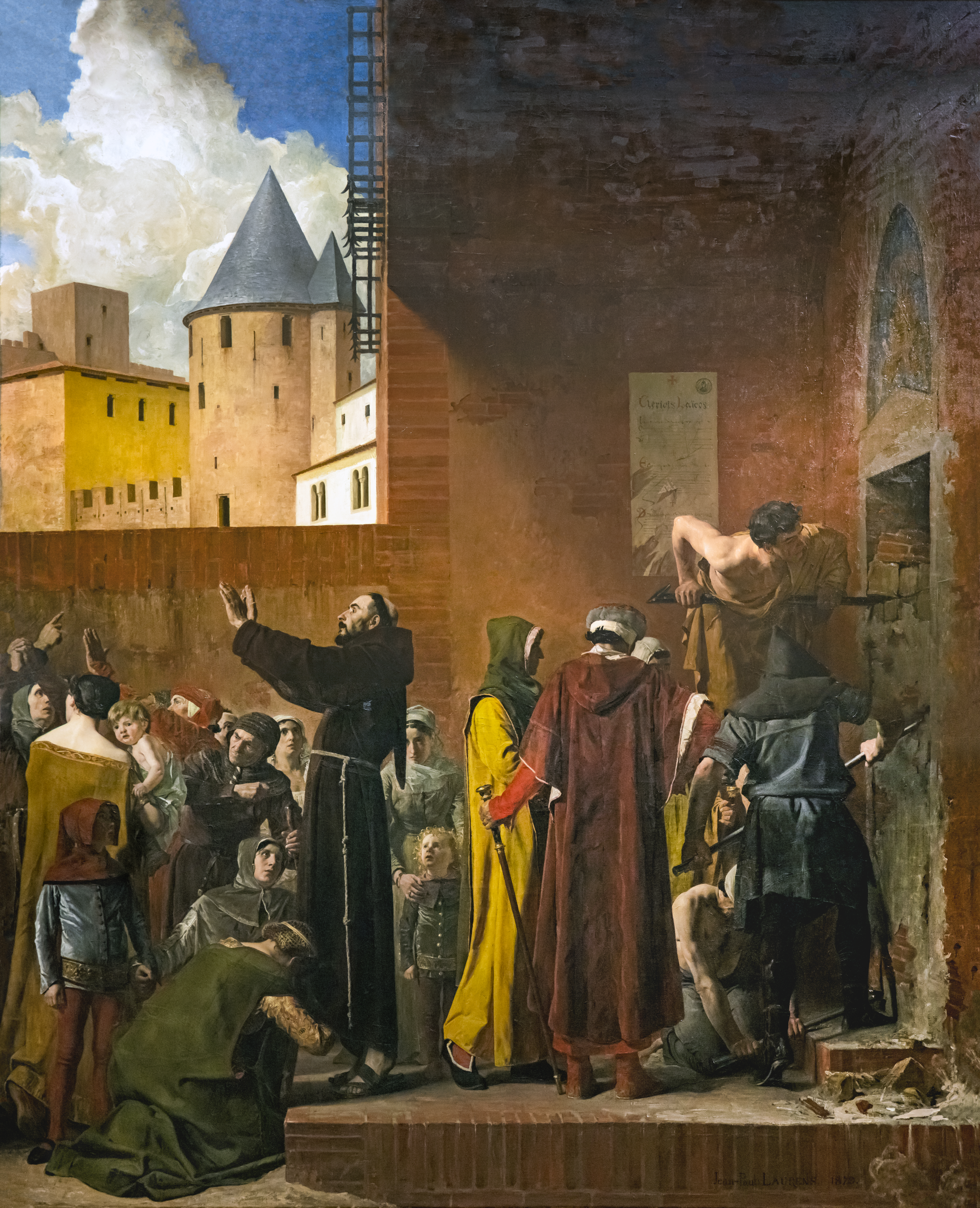
Jean-Paul Laurens: La liberazione dei carcerati dell'Inquisizione

Dopo un periodo di tranquillità, nei primi mesi del 1303 furono eseguiti altri arresti nel territorio di Albi e di Cordes ordinati dal nuovo inquisitore di Carcassonne, Geoffroy d'Aubusson. Ripresero le proteste popolari e il visdomino Jean de Picquigny partì per Parigi per informare il re della persistenti agitazioni. Filippo non prese però posizione e Bernard annunciò per il 4 agosto un'importante predica al chiostro del convento di Carcassonne.
Quel giorno, Bernard si scagliò contro i domenicani, i «traditori rivestiti dell'abito dei frati predicatori», contro i «boia» che «ci scuoiano per vendere la nostra pelle e mangiare la nostra carne», ossia gli inquisitori che perseguitano i ricchi cittadini di Carcassonne per confiscarsi i loro beni, come era avvenuto per i signori Castel, Garric, Brunet, Cazilhac. Alla fine della predica, le case di diversi fiancheggiatori degli inquisitori furono devastate dalla folla.
Successivamente, a metà agosto, alla testa di un corteo di famigliari dei prigionieri dell'Inquisizione provenienti da Albi, Bernard, il console di Albi Guillaume Fransa e Pierre de Castanet, parente del vescovo ma suo acerrimo nemico, reclamarono la loro liberazione dalle buie e strette segrete del carcere inquisitoriale di Carcassonne. Le celle erano disposte in due file sovrapposte: in quelle superiori la luce penetrava attraverso una piccola grata, mentre le inferiori, sotterranee, rimanevano prive di luce. Il visdomino, tra le proteste dei domenicani che videro violati i loro diritti giurisdizionali, acconsentì di trasferirli nelle carceri reali.
Reagendo a questi fatti, in settembre l'inquisitore Geoffroy d'Aubusson scomunicò il visdomino, che fece appello a Roma contro la sentenza di scomunica. Fra Bernard e i borghesi di Carcassonne e d'Albi si mobilitarono in favore di Jean de Picquigny: venne denunciata la condotta degli inquisitori in una relazione che, accompagnata da una forte somma di denaro, fu inviata alla corte reale perché la trasmettesse a Roma. Bernard scrisse anche una supplica alla regina chiedendo a lei, «il più valido sostegno delle nostre speranze», d'intercedere presso il re. Poi, una delegazione comprendente Bernard, notabili e cittadini di Carcassonne, di Albi e di Cordes, si presentò in ottobre alla corte di Parigi. Il re promise di prendere una decisione nella sua visita a Tolosa prevista per le prossime feste natalizie.
A Natale Filippo il Bello, la regina, i loro tre figli, i consiglieri Guillaume de Nogaret e Guillaume de Plasian, l'arcivescovo di Narbonne e il vescovo di Béziers, Bérenger de Frédol, ricevettero a Tolosa gli inviati di Carcassonne e di Albi, il sindaco Arnauld Garcia, il console Élie Patrice, l'avvocato Pierre Probi, il giudice Gahlard Étienne e Bernard Délicieux, che rinnovarono le accuse agli inquisitori di perseguitare cittadini innocenti. Il re non volle però interferire con i poteri della Chiesa, confermando, con un'ordinanza emessa il 13 gennaio 1304, quanto già deciso tre anni prima: solo al papa spetta annullare le sentenze dell'Inquisizione.
Svanito l'appoggio del re, che con la morte di Bonifacio VIII non aveva più interesse a prolungare l'annoso conflitto con la Chiesa di Roma e dilazionava anche il ricorso al papa presentato dalle città di Carcassonne e di Albi, fra Bernard ed Élie Patrice presero contatto a Montpellier con Ferdinand, il terzogenito del re di Maiorca Giacomo II giunto in Francia per prestare giuramento di vassallaggio a Filippo IV. In segrete trattative svolte dal 21 al 29 febbraio 1304, a Ferdinand fu offerta la signoria di Carcassonne, con la prospettiva di estenderla all'intera Linguadoca, in cambio della sua protezione contro l'Inquisizione. In un ulteriore incontro avvenuto presso Perpignan, Bernard e il confratello Raymond Etienne recarono a Ferdinand l'assenso dei consoli di Carcassonne, ma Giacomo II, che considerava vitale l'alleanza con Filippo il Bello, venuto a conoscenza del progetto, espulse dal suo regno i due francescani, mentre Ferdinand riparava alla corte del cugino Giacomo II d'Aragona.

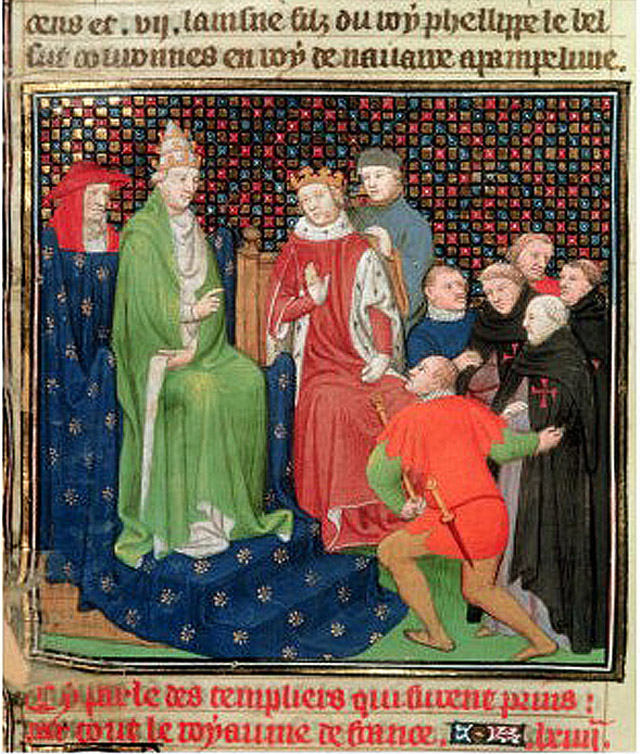
Clemente V e Filippo il Bello

Il 15 aprile 1304, il nuovo papa Benedetto XI ordinò l'arresto di Bernard Délicieux e il suo invio a Roma. A Carcassonne, Bernard si rivolse ai suoi fedeli, dicendosi pronto a morire. Nessuna guardia, di fronte all'atteggiamento minaccioso della cittadinanza, osò arrestarlo e anche la scomunica, comminatagli da Jean Rigaud, il vicario del provinciale di Aquitania, rimase senza effetto e fu annullata dal suo superiore. La morte improvvisa di Benedetto XI, avvenuta il 7 luglio a Perugia, chiuse il caso.
Intanto, scoperta la congiura a favore di Ferdinand, i notabili delle città andarono a Parigi con Bernard a giustificarsi di fronte al re. Questi reagì con decisione e il 28 settembre Élie Patrice e altri quattordici cittadini di Carcassonne furono impiccati. La stessa sorte subirono, il 29 novembre, quaranta abitanti di Limoux. Quanto a Bernard, fu arrestato e, in quanto ecclesiastico, fu inviato a Roma per essere processato di fronte al papa.
Il nuovo papa, il francese Clemente V, fu eletto soltanto nel giugno del 1305 e con tutta la sua corte si recò a Lione per esservi incoronato. Qui fu trasferito anche Bernard che poi fu aggregato al corteo pontificio nei suoi lenti spostamenti seguiti da lunghi soggiorni nelle città di Mâcon, Nevers, Bourges, Limoges, Périgueux e Bordeaux. Nel frattempo, Clemente V aveva dato disposizioni di normalizzare i rapporti tra gli inquisitori e gli abitanti delle zone di Albi e Carcassonne, inviandovi i cardinali Bérenger de Frédol e Pierre de La Chapelle. Questi, dall'aprile del 1306, condussero un'inchiesta che portò alla destituzione dei carcerieri delle prigioni dell'Inquisizione, all'assoluzione del già scomunicato Jean de Picquigny, nel frattempo deceduto in Italia, e dal papa ottennero che il vescovo di Albi fosse sollevato dalle sue funzioni. Ancora nel novembre del 1308 Clemente V era a Poitiers, dove incontrò Filippo il Bello. Finalmente Bernard fu ascoltato: perdonato, poté tornare libero a Carcassonne.
Il parziale successo dei nemici dell'Inquisizione durò poco. Accogliendo le richieste dei domenicani, il 27 luglio 1308 il papa annullò le decisioni dei due cardinali, rimise al suo posto Bernard de Castenet e l'Inquisizione riprese l'antico vigore. L'opposizione, spaventata, non reagì, mentre di Bernard Délicieux, segnalato nel 1310 in missione a Parigi, mancano per cinque anni ulteriori notizie: nel 1315 risultava risiedere a Béziers, sotto la protezione, prima, di Bérenger de Frédol, e poi del suo successore, il fratello Guillaume, vescovi della diocesi.

### Il processo

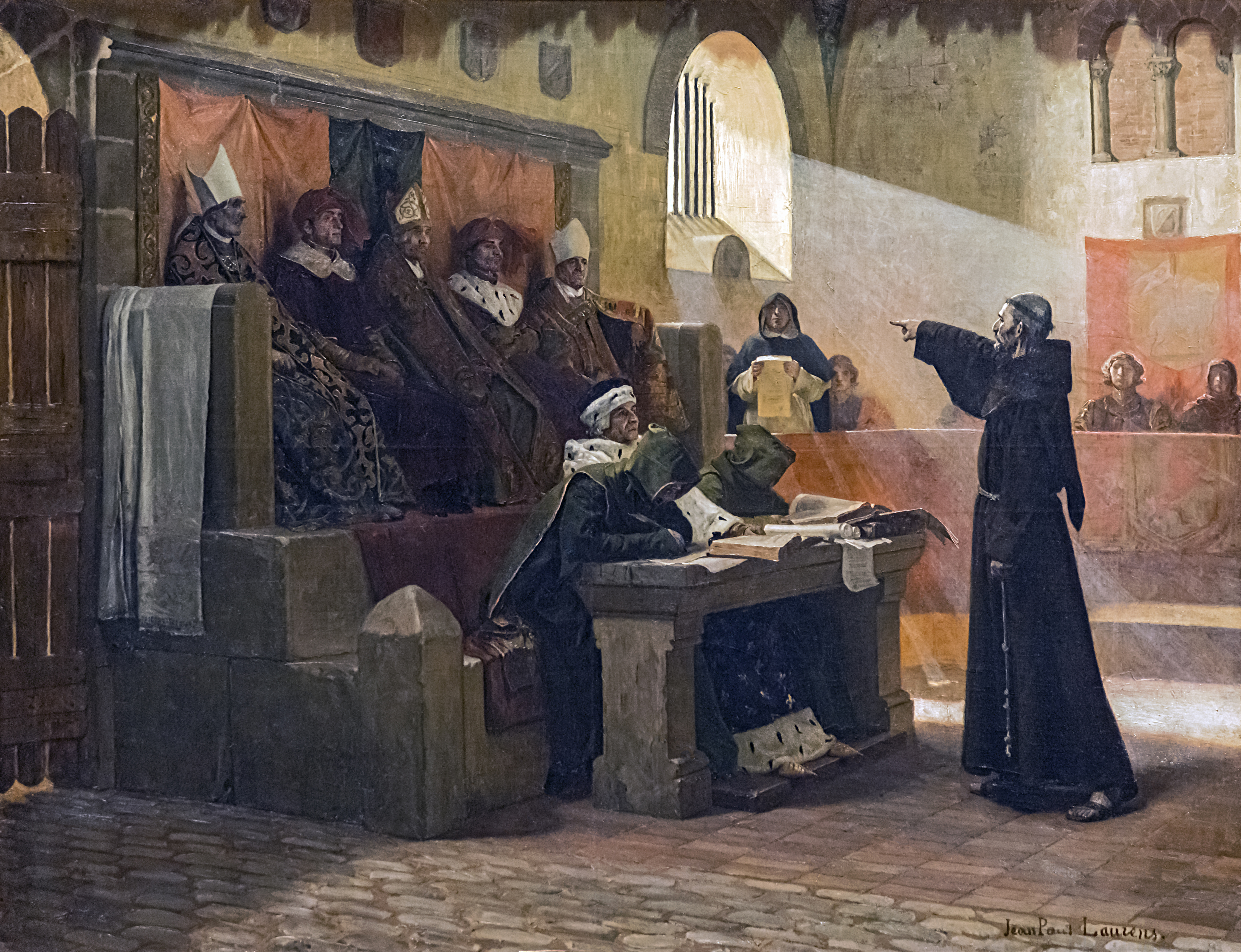
Jean-Paul Laurens: L'agitatore della Linguadoca

Nel convento domenicano di Béziers vi era Raymond Barrau, nemico di Guillaume Frédol e del movimento delle beghine e degli spirituali, sviluppatosi nel Roussillon e nella Linguadoca, che avevano forti appoggi presso i frati minori. Barrau considerava che a capo degli spirituali di Béziers fosse fra Bernard. Il nuovo papa Giovanni XXII, deciso a combattere un movimento fortemente sospetto d'eresia, convocò alla sua corte di Avignone i minori dei conventi di Narbonne e di Béziers, e Bernard Délicieux si levò in loro difesa. Anche lui fu convocato ad Avignone: presentatosi il 22 maggio, il 24 venne arrestato e pochi giorni dopo iniziò l'inchiesta, condotta dal vescovo di Troyes Guillaume Méchin e dall'abate Pierre Letessier.
L'inchiesta contro Bernard, iniziata alla fine di giugno, fu separata da quella svolta contro gli spirituali. Per questi ultimi si accesero i roghi a Marsiglia, il 7 maggio 1318, dove quattro frati minori furono giustiziati, poi a Narbonne, a Lunel, a Béziers, a Capestang e a Lodève. Bernard Délicieux fu accusato di aver lottato contro l'Inquisizione, sollevando contro di essa la popolazione, e persino di aver fatto avvelenare papa Benedetto XI.
Il 16 luglio 1319 Giovanni XXII incaricò l'arcivescovo di Tolosa Jean Raymond de Comminges, il vescovo di Pamiers Jacques Fournier, e di Saint-Papoul, Raymond de Monstuéjols, di condurre il processo che iniziò il successivo 3 settembre 1319 a Castelnaudary per proseguire, dal 12 settembre, nel palazzo vescovile di Carcassonne. Nel suo interrogatorio, iniziato il 2 ottobre, Bernard confermò di aver combattuto l'Inquisizione e di rimpiangere di non averla potuto abbattere. Poi, dopo essere stato torturato, ammise di aver partecipato alla cospirazione a favore di Ferdinand di Majorca, pur senza averla approvata.
Bernard Déliciaeux negò invece, anche sotto tortura, di aver avvelenato Benedetto XI. I testimoni presentati dall'accusa, in gran parte suoi vecchi amici, confermarono tutte le accuse. La sentenza, emessa l'8 dicembre, lo riconobbe colpevole di essere nemico dell'inquisizione, di tradimento e di praticare le arti magiche, condannandolo alla prigione perpetua. Sulla piazza del mercato di Carcassonne fu spogliato dei suoi abiti ecclesiastici e fu rinchiuso nelle segrete dell'Inquisizione. Vi sopravvisse pochi mesi, perché secondo il cronista Jean de Saint-Victor egli morì alla fine del 1319, una data che allora corrispondeva al mese di marzo del 1320.